# عبمبر
عْبَمْبِر هو بسكويت لوز تقليدي يتكون من لوز وسكر وبياض بيض، وهو من الحلويات الشائعة في ليبيا ويتم تقديمها مع الشاهي أو القهوة وكذلك في المناسبات. من التغيرات عبمبر جوز الهند كبديل عن اللوز. 

## المكوّنات
بياض البيض، جوز الهند ، سكر ناعم، لوز مقشر ومطحون ، بالإضافة إلى فانيليا، ورشة ملح 